# Jesus allt mitt goda är
Jesus allt mitt goda är är en tysk psalm i fyra verser av Ahasverus Fritsch från 1668, översatt till svenska av Jakob Arrhenius 1691.
Inledningsorden i psalmen 1695 är:
JEsus alt mitt goda är
För migh haar han sigh uthgifwit

## Publicerad som
- Nr 274 i 1695 års psalmbok under rubriken "Om Werldens Wäsende / Fåfängelighet och Föracht".
- Nr 215 i 1819 års psalmbok under rubriken "Nådens ordning: Benådade kristnas frid, sällhet och åliggande".
- Nr i 165 Svensk söndagsskolsångbok 1908 under rubriken "Jesu efterföljelse".
- Nr 449 i Sionstoner 1935 under rubriken "Nådens ordning: Trosliv och helgelse".
- Nr 122 i 1937 års psalmbok under rubriken "Tiden efter Påsk".
- Läsesång 12 i Lova Herren 1988 under rubriken "Sånger att läsas".